# Els Omells de na Gaia
Els Omells de na Gaia település Spanyolországban, Lleida tartományban. Els Omells de na Gaia Vallbona de les Monges, Senan, L'Espluga Calba és Maldà községekkel határos. Lakosainak száma 121 fő (2024).

## Népesség
A település népessége az utóbbi években az alábbiak szerint változott:
| Lakosok száma | 96   | 680  | 607  | 379  | 156  | 156  | 142  | 141  | 131  | 121  |
|               | 1717 | 1887 | 1936 | 1960 | 1986 | 2004 | 2009 | 2014 | 2019 | 2024 |